# Ronja Rövardotter
Ronja Rövardotter è un film del 1984 diretto da Tage Danielsson. Il film è basato sul libro per ragazzi del 1981 Ronja. La figlia del brigante della scrittrice Astrid Lindgren.